# Oldfieldthomasiidae
Oldfieldthomasiidae — вимерла родина нотоунгулят, відома з пізнього палеоцену до пізнього еоцену Південної Америки. Родина була класифікована Джорджем Гейлордом Сімпсоном у 1945 році, а синонімом є Acoelodidae, визначеним Флорентіно Амегіно в 1901 році.

## Етимологія
Родина названо на честь британського зоолога Олдфілда Томаса.

## Скам'янілості
Скам'янілості родини Oldfieldthomasiidae були знайдені на півдні Південної Америки, в Аргентині, Болівії, Бразилії та Чилі.